# Moderní revue

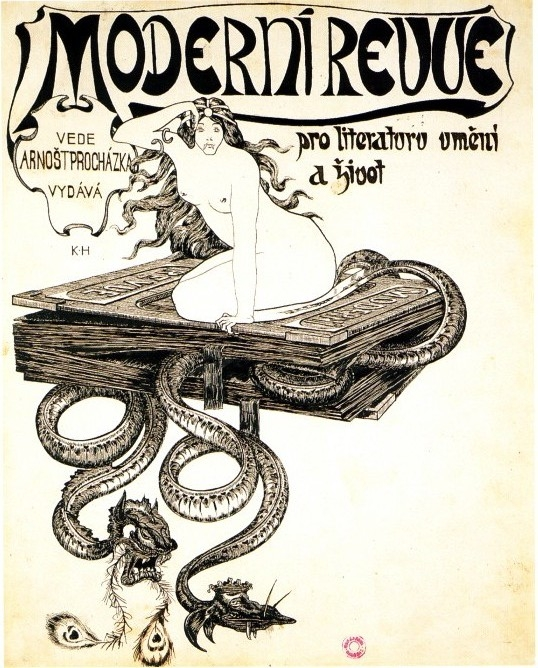
Titelblatt von Karel Hlaváček, 1896

Die Moderní revue war eine tschechische Zeitschrift, die eine Plattform für moderne Literatur darstellte. Sie wurde im Oktober 1894 von Arnošt Procházka und Jiří Karásek ze Lvovic gegründet und bestand bis zum Tod Procházkas im Jahre 1925. Es wurden 77 Ausgaben veröffentlicht.

## Ausrichtung
Die Moderní revue vereinte verschiedene Strömungen der Moderne. Das Hauptaugenmerk lag auf der Dekadenz, die beiden Herausgeber überlegten sogar, die Zeitschrift Dekadentní literatura zu nennen. In der Moderní revue publizierten die tschechischen Schriftsteller Josef Svatopluk Machar, Antonín Sova, Viktor Dyk, Otokar Březina, Karel Hlaváček und Stanislav Kostka Neumann sowie der Pole Stanislaw Przybyszewski. Leitfiguren waren die Philosophen Friedrich Nietzsche und Max Stirner sowie die französischen Poètes maudits, etwa Charles Baudelaire, die auch abgedruckt wurden. Die Moderní revue schrieb gegen das literarische Establishment, wie es etwa die Zeitschrift Lumír verkörperte. Die jungen Künstler befreiten die Literatur von ihren nationalen Anliegen, von ihrer Erziehungsfunktion und jeglichem moralischen Anspruch, es ging um L’art pour l’art und um Provokation. So äußerten sie sich positiv zum damaligen Skandalautor Oscar Wilde.
Die Moderní revue lieferte nicht nur den reinen Text, sondern hatte auch einen grafischen Anspruch. Typographie, Illustrationen und die Seitengestaltung sollten mit dem Inhalt korrespondieren. Mit bescheidenen Mitteln wurde dies verwirklicht, Hlaváček war neben seiner literarischen Arbeit der Hauptillustrator der Zeitschrift.